# Tertene
Tertene är en kulle i Antarktis. Den ligger i Östantarktis. Norge gör anspråk på området. Toppen på Tertene är 1 805 meter över havet, eller 33 meter över den omgivande terrängen. Bredden vid basen är 0,91 km.
Terrängen runt Tertene är huvudsakligen platt, men västerut är den kuperad. Trakten är obefolkad. Det finns inga samhällen i närheten.